# East Wretham
East Wretham – wieś w Anglii, w hrabstwie Norfolk, w dystrykcie Breckland, w civil parish Wretham. Leży 8 km od miasta Thetford. W 1931 roku civil parish liczyła 127 mieszkańców.